# Le Grand Soir (film, 1976)
Pour les articles homonymes, voir Le Grand Soir (homonymie).
Pour plus de détails, voir Fiche technique et Distribution.
Le Grand Soir est un film suisse réalisé par Francis Reusser, sorti en 1976.

## Synopsis
Léon, gardien, essaye d'intégrer un groupe de gauchistes militants. 

## Fiche technique
- Titre : Le Grand Soir
- Réalisation : Francis Reusser
- Scénario : Jacques Baynac assisté de Patricia Moraz et Francis Reusser (dialogues)
- Photographie : Renato Berta
- Son : Luc Yersin
- Pays :  Suisse et  France
- Format : couleur - Mono
- Date de sortie : 1976

## Distribution
- Niels Arestrup : Léon
- Jacqueline Parent (en) : Léa
- Arnold Walter : Raoul
- François Berthet : René
- Roland Sassi : Le premier policier
- Marina Bucher : Marina
- Jacques Roman : Félix

## Distinctions
- Léopard d'or au Festival de Locarno